# 閒角 (電子遊戲)
閒角（英文：Mob、Mobile）、又稱嘍囉、路人甲、怪物（Monster）、小兵等，為一個電子遊戲術語，指在電玩遊戲中會攻擊玩家的非玩家角色（NPC），是遊戲敵人的一種。

## 遊戲中的功能
一般而言，嘍囉的能力和等級都比敵方頭目（Boss）來的低，玩家普遍可透過遊戲的隨機遇敵或計步遇敵系統在普通地圖上遇到。玩家打倒怪物後可獲得經驗值，以至隨機在怪物身上掉落的金錢、道具等。一般遊戲設計師會將經驗值和金錢的多寡以及道具的優劣設定為依該怪物的等級而定，通常愈高等級的怪物，打倒後所獲得的經驗值和金錢也愈多，道具的品質也愈優良。